# Vanstads kyrka

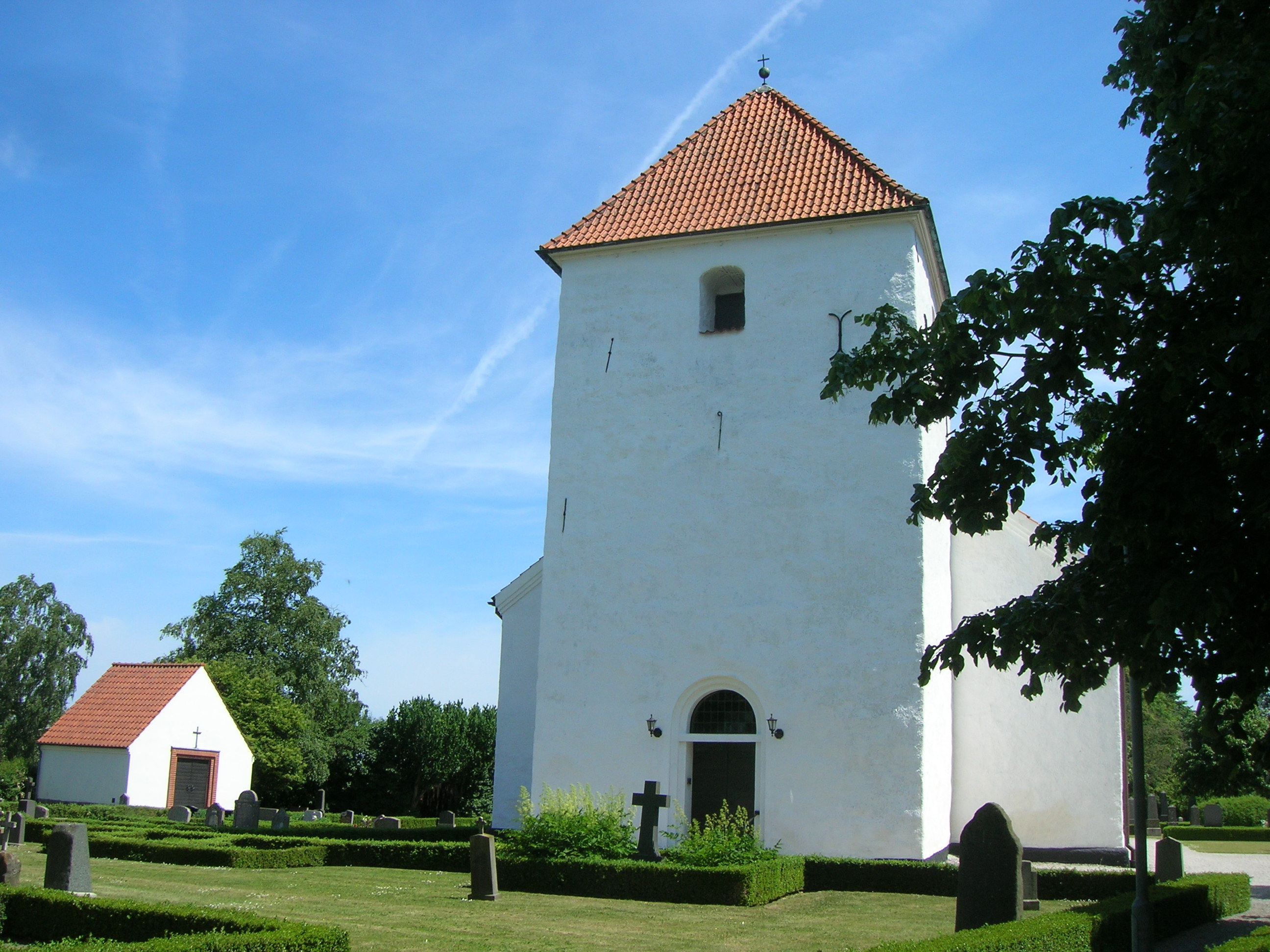
Vanstads kyrka

Vanstads kyrka är en kyrkobyggnad i Vanstad. Den tillhör Lövestads församling i Lunds stift.

## Kyrkobyggnaden
Kyrkan med tresidigt kor uppfördes 1869 av sten från den medeltida kyrka som tidigare fanns på platsen. Nedre delen av tornet är bevarat från den gamla kyrkan. De övre delarna revs vid en ombyggnad 1760.

## Inventarier
- Dopfunten av kalksten är från medeltiden.
- Dopfatet i mässing föreställer syndafallet.
- Predikstolen är daterad 1601.
- Altaruppsatsen är från samma tid.

### Orgel
- 1884 flyttades en orgel hit från Caroli kyrka, Malmö. Den hade 10 stämmor och var byggd 1837 av Pehr Zacharias Strand, Stockholm.
- Den nuvarande orgeln byggdes 1937 av A. Mårtenssons Orgelfabrik AB, Lund och är en pneumatisk orgel med fria och fasta kombinationer. En betydande andel av pipmaterialet kommer från föregående orgel (P.Z. Strand).

| Huvudverk I   | Svällverk II      | Pedal          | Koppel   |
| Borduna 16'   | Gedackt 8'        | Kontrabas 16'  | I/P      |
| Principal 8'  | Fugara 8'         | Gedacktbas 16' | II/P     |
| Flöjt 8'      | Salicional 8'     | Oktavbas 8'    | II/I     |
| Oktava 4'     | Flöjt 4'          | Flöjtbas 8´    | I 4'/I   |
| Kvinta 2 2/3' | Gemshorn 2'       |                | II 16'/I |
| Oktava 2'     | Ters 1 3/5'       |                | II 4'/I  |
| Mixtur 3 chor | Trumpet 8'        |                |          |
|               | Crescendosvällare |                |          |